# Hypselodoris bullockii
Espèce
Synonymes
- Chromodoris bullockii, Collingwood, 1881 (nom originel)
- Risbecia bullockii, Collingwood, 1881

Hypselodoris  bullockii est une espèce de Nudibranches de la famille des Chromodorididés. C'est une limace de mer.
L'espèce a été décrite pour la première fois en 1881 par le zoologiste marin Cuthbert Collingwood (1826-1908), sous le nom originel de Chromodoris bullockii.

## Distribution
Cette espèce se rencontre dans la zone tropicale orientale de l'Océan Indien et dans la zone occidentale de l'Océan Pacifique.

## Habitat
Son habitat est la zone récifale externe, sur les sommets ou sur les pentes jusqu'à la zone des 30 m de profondeur.

## Description

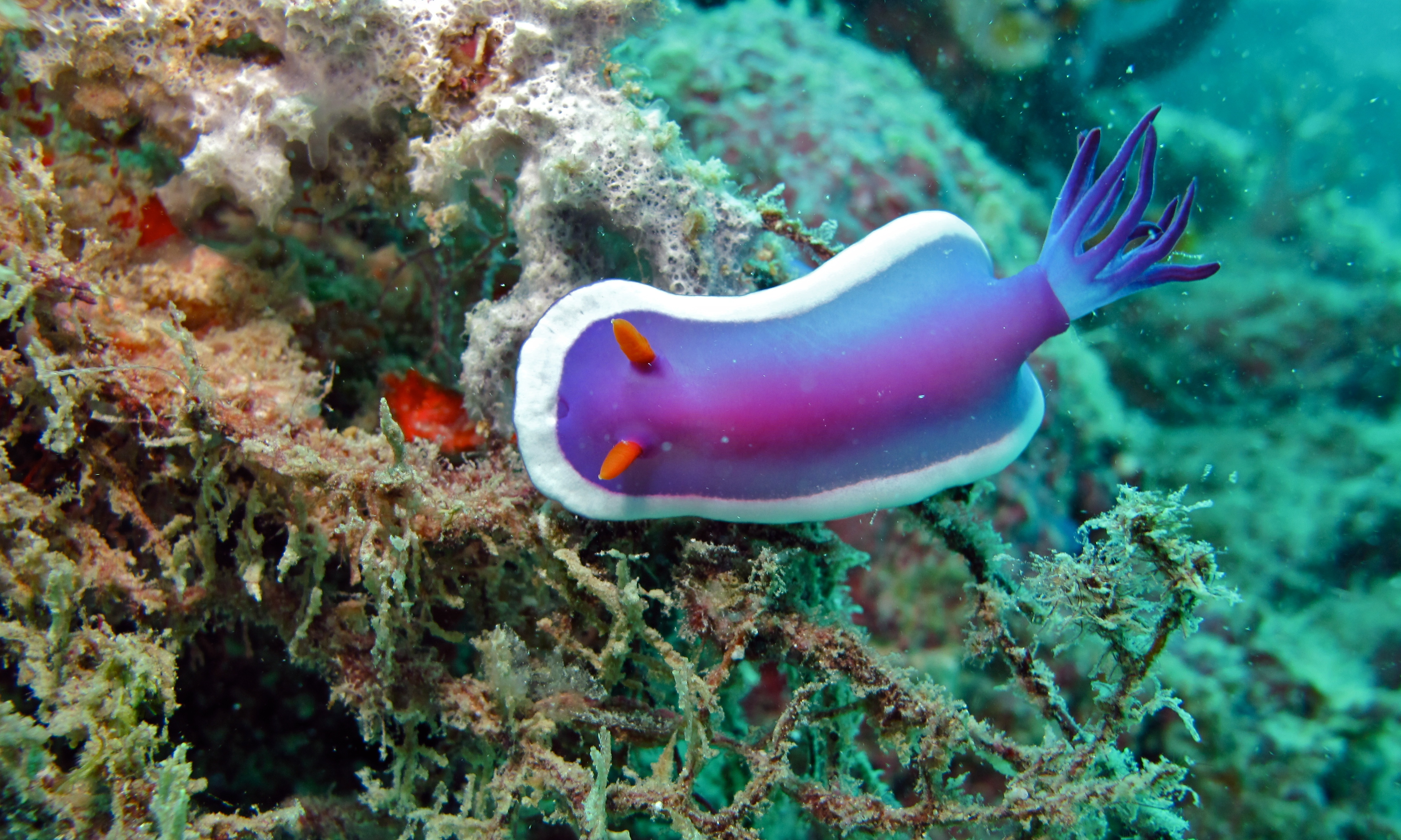
Hypselodoris bullockii (Sabah, Malaisie)

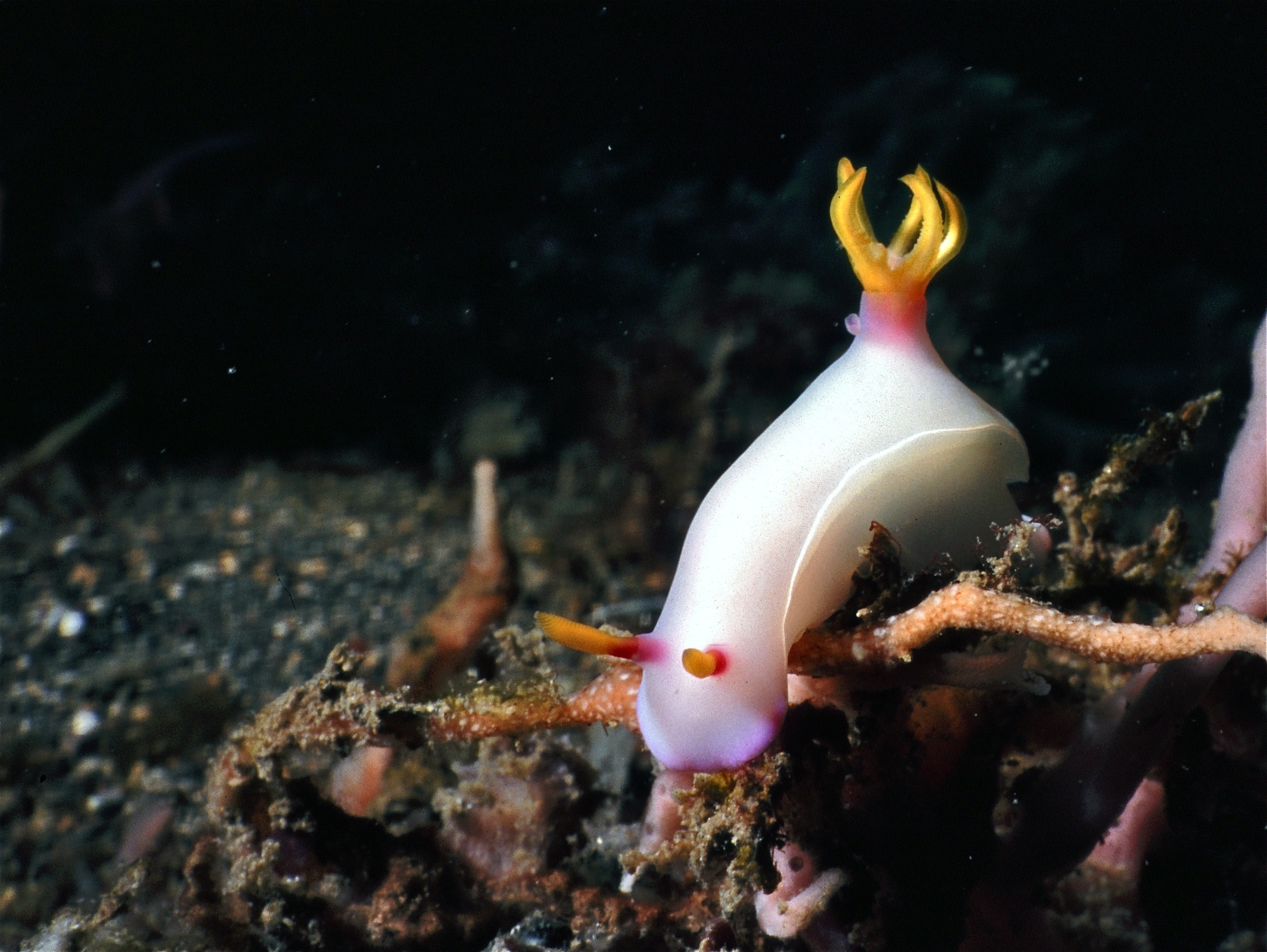
Hypselodoris bullockii (Sulawesi, Indonésie)

Cette espèce peut mesurer plus de 5 cm.
Le corps est allongé et de forme ovale, la jupe du manteau est étroite sauf sur la face antérieure ou elle forme un voile au-dessus de la cavité buccale.
Le pied dépasse sur la partie antérieure formant une pointe.
L'intensité de la coloration de la livrée varie d'un individu à l'autre. Elle peut aller rose pale translucide au violet profond en passant par le rose bonbon.
Le bord périphérique du manteau est marqué par une bande blanche dont l'épaisseur est variable d'un individu à l'autre.
Les rhinophores sont lamellés et le bouquet branchial ont une base généralement cerclé de pourpre, la partie supérieure est jaune orangé avec parfois les extrémités apicales orange.
La ponte est jaune.

## Éthologie
Cet Hypselodoris est benthique et diurne, se déplace à vue sans crainte d'être pris pour une proie de par la présence de glandes défensives réparties dans les tissus du corps.

## Alimentation
Hypselodoris  bullockii se nourrit principalement d'éponges.